# Азацький Олександр Олександрович
Олекса́ндр Олекса́ндрович Азацький (нар. 13 січня 1994, Харків, Україна) — український футболіст, захисник польського клубу «Арка». Грав за молодіжну збірну України.

## Життєпис
Народився в Харкові і отримав професійну футбольну освіту в академії харківського «Металіста». З 2011 року він виступав за молодіжний склад харків'ян, за три сезони провівши 59 ігор (4 голи).
10 травня 2012 року він провів свій перший виступ в основному складі харків'ян, відігравши 90 хвилин у матчі Прем'єр-ліги проти полтавської «Ворскли». 10 лютого 2013 року зіграв у спаринговій грі «Металіста» проти «Уїтлі Бей» в рамках підготовки команди до зустрічі з «Ньюкаслом». Азацький з'явився на полі у другій половині зустрічі. Після того як сплив термін угоди гравця з харківською командою, Олександр залишив її розташування.
У липні 2014 року як вільний агент уклав угоду з київським «Динамо». 26 липня він уперше вийшов у складі другої команди «біло-синіх» у матчі Першої ліги проти МФК «Миколаїв» (0:0).
У січні 2016 року став гравцем одеського «Чорноморця», підписавши контракт на 3 роки.
8 січня 2021 року став гравцем грузинського клубу «Динамо» (Батумі). В березні 2021 року потрапив у збірну 3-го туру Чемпіонату Грузії.
У січні 2023 року як вільний агент Азацький приєднався до польського клубу «Арка» (Гдиня).

## Збірна України
Свій шлях у збірній розпочав з юнацької команди у віковій категорії до 19-ти років, за яку він провів 9 ігор і відзначився 1 голом. 3 листопада 2015 року з'явився у заявці з 23-х футболістів, яких Сергій Ковалець викликав до лав молодіжної збірної України в рамках підготовки до Євро-2017.

## Титули і досягнення
«Металіст» (Харків):
- Брав участь у «бронзовому» сезоні «Металіста» (2011/12), однак провів на полі лише один матч, чого замало для отримання медалей

«Торпедо» (Кутаїсі):
- Бронзовий призер Чемпіонату Грузії: 2018
- Володар Кубка Грузії: 2018
- Володар Суперкубка Грузії: 2019

«Динамо» (Батумі):
- Чемпіон Грузії: 2021
- Володар Суперкубка Грузії: 2022